# جورج شبيك
جورج شبيك ويعرف أيضاً بجورج كروم  (ولد في 15 يوليو 1824-توفى في 22 يوليو 1914) هو طباخ أمريكي ويعتقد البعض بأنه مخترع رقائق مقلية.